# Высокоскоростная пассажирская линия Сюйчжоу — Ланьчжоу
Высокоскоростная пассажирская линия Сюйчжоу — Ланьчжоу (кит. трад. 徐兰客运专线) — широкомасштабный проект по организации беспересадочного железнодорожного сообщения между крупнейшими городами Китая и провинциальными центрами, соединяющий крупный город Сюйчжоу в провинции Цзянсу, столицу провинции Хэнань город Чжэнчжоу, столицу провинции Шэньси город Сиань, город Баоцзи провинции Шэньси, столицу провинции Ганьсу город Ланьчжоу.

## Общие сведения
Дорога строится параллельно уже существующей трассе, которая не удовлетворяет современным требованиям по скоростям и пассажирообороту.
Длина дороги 1357 км. Высокоскоростная пассажирская линия Сюйчжоу — Ланьчжоу (и продолжающая её магистраль Ланьчжоу — Урумчи) рассчитана на движение со скоростью 350 км/час (с 2011 скорость понижена до 300 км/час). Ожидаемое время проезда от Сюйчжоу до Ланьчжоу 6 часов.
Первым был пущен участок Чжэнчжоу — Лоян — Сиань.

## Структура трассы
1. Скоростная железная дорога Чжэнчжоу — Сюйчжоу (362 км). Строительство началось в 2010 году. Пущена в эксплуатацию в 2016 году.[1][2]
2. Скоростная железная дорога Чжэнчжоу — Сиань (456 км). Строительство началось в 2005 году. Пущена в эксплуатацию в 2010 году.
3. Скоростная железная дорога Сиань — Баоцзи (138 км). Строительство началось в 2009 году. Пущена в эксплуатацию в 2013 году.
4. Скоростная железная дорога Баоцзи — Ланьчжоу (401 км). Окончание планируется в 2017 году.

## Соединения
Проект является частью глобального проекта строительства сети высокоскоростных железных дорог в Китае, основная часть которой соответствует формуле «4 + 4» — четыре высокоскоростных линии с севера на юг, и четыре с востока на запад.
В качестве продолжения этой дороги строится также Скоростная железная дорога Ланьчжоу — Урумчи (1776 км) Планируется к концу 2014 года. В отличие от существующей Лансиньской железной дороги приходит в Чжанъе по другому пути через провинцию Цинхай и город Синин.
В Сюйчжоу дорога соединяется с Пекин-Шанхайской высокоскоростной железной дорогой.
В Чжэнчжоу дорога соединяется с будущей Высокоскоростной железной дорогой Пекин — Гонконг.
От города Сиань строится также высокоскоростная дорога на Чунцин и Чэнду.